# Масе, Бенжамен
Бенжамен Масе (фр. Benjamin Macé; 16 мая 1989, Бордо) — французский конькобежец и шорт-трекист. Участник Олимпийских игр 2010.

## Биография
Первоначально занимался шорт-треком. Участвовал на чемпионате Европы 2010 года. Отобрался на Олимпийские игры 2010 в Ванкувере, где участвовал на двух дистанциях в шорт-треке. Стал 22-м на 1500 м и 5-м с командой Франции в эстафете 5000 м.
В сезоне 2010/2011 перешёл в конькобежный спорт.
Участвовал на чемпионате Европы в 2011 году (23-е место), в 2012 году (17-е). На чемпионате мира в спринтерском многоборье 2012 занял 24-е место.